# Trommel

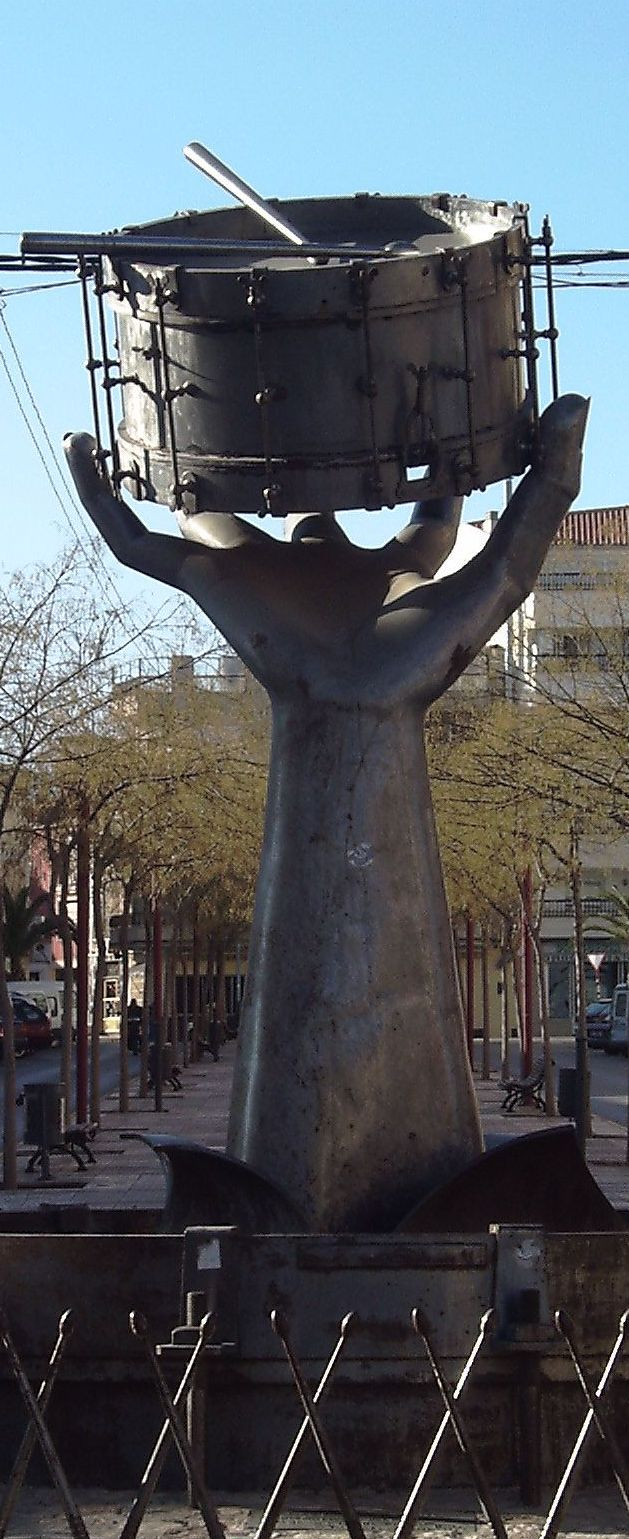
Monument voor de trommel, Spanje

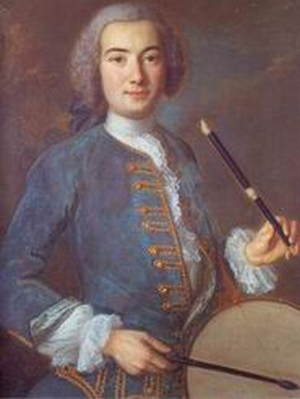
Le Galoubet, achttiende eeuw

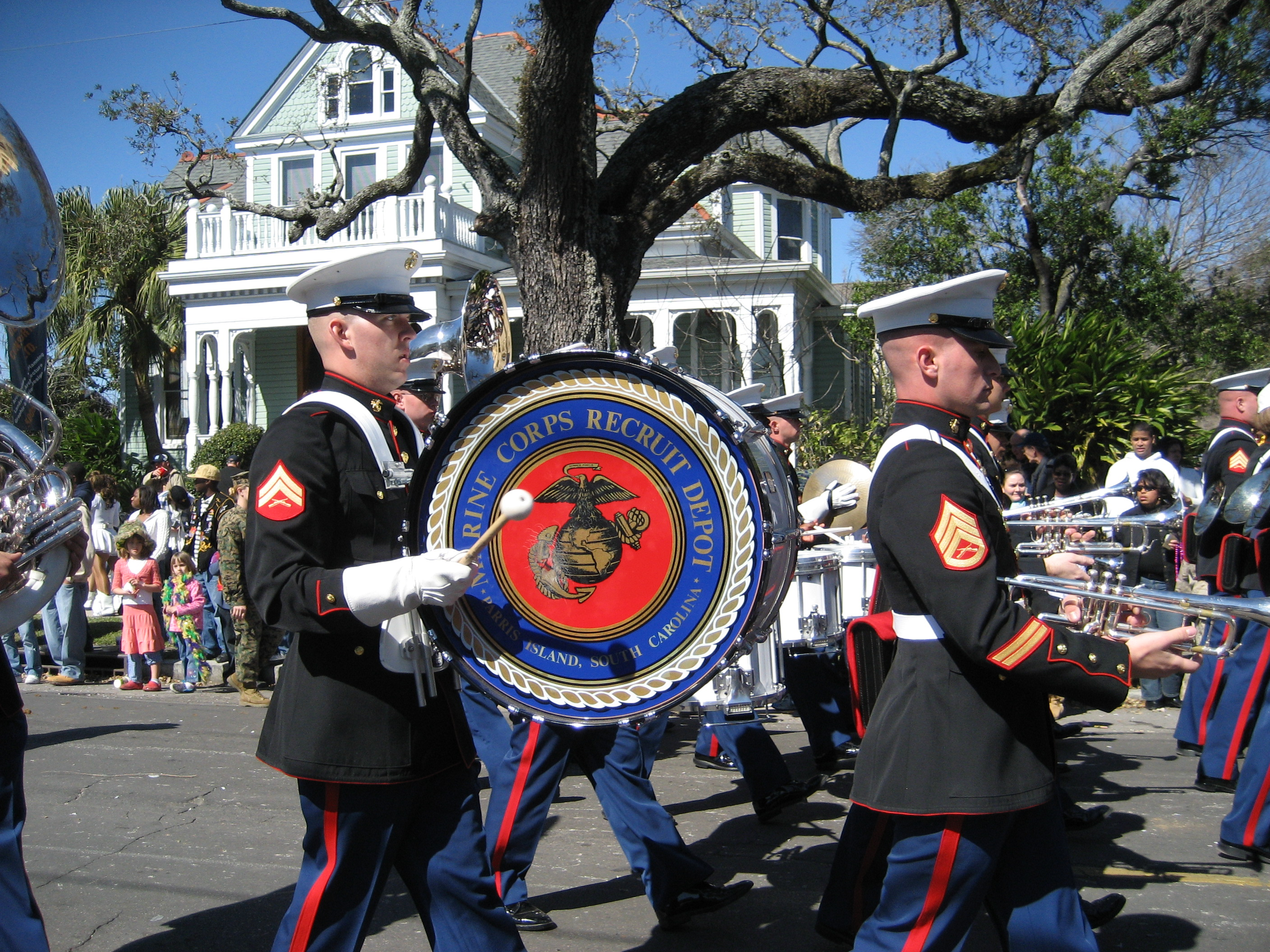
Een fanfare van het marinekorps in New Orleans

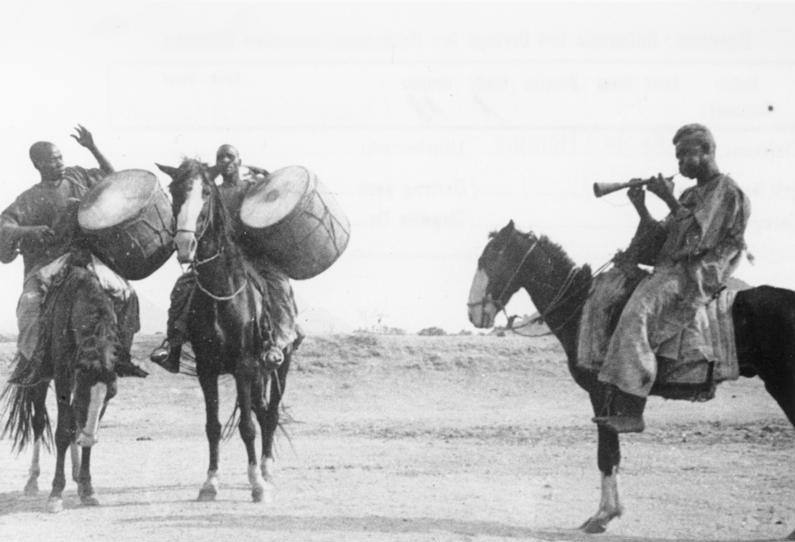
Muziek van de Mora, 1911

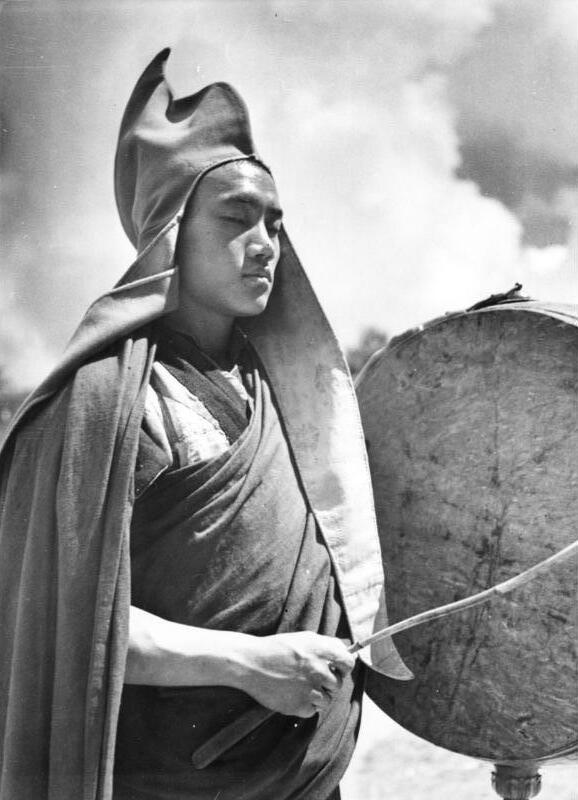
Monnik in Tibet, 1938

Trommels zijn de grootste groep muziekinstrumenten binnen de membranofonen. Trommels bestaan doorgaans uit een ketel met een gespannen vel (membraan) over de boven- en soms ook onderkant. Het geluid wordt gecreëerd door op het membraan te slaan. Dit gebeurt met stokken of met handen. Vandaar de term slaginstrumenten. De trommel is binnen de muziek vrijwel altijd aanwezig. Denk hierbij aan fanfares, orkesten, combo's en aan pop- en rock-bands. Een steelband bestaat geheel, een drumband bestaat bijna uitsluitend uit trommels.
Trommels worden van oudsher ook gebruikt als signaalinstrument, om berichten over lange afstanden door te seinen, en in het leger om het bevel voor een manouvre te verspreiden.
Eigenlijk is de juiste benaming trom (dus zonder -mel), in meervoud trommen.

## Soorten en maten
Er bestaan zoveel soorten en maten aan trommels; het is simpelweg ondoenlijk om deze allemaal te bespreken. Vandaar dat hieronder wordt uitgegaan van 'standaarden'.

### Het instrument
Trommels komen in verschillende diepte- en omtrekmaten voor. Elke combinatie van diepte en omtrek levert een andere klank op. Hierbij gelden de regels:
- hoe dieper een trom, hoe lager de klank
- hoe groter de omtrek van een trom, hoe lager de klank

Het materiaal van een trom is essentieel voor de klankkleur. Zo klinkt hout in de regel warmer en voller dan metaal, fiberglas of kunststof. Hout is het meest voorkomende materiaal waarvan trommels zijn gemaakt.
Het soort hout, de dikte van het hout en de afwerking van het hout; alle tezamen bepalen ze het karakter van de klank. Dat geldt ook voor het materiaal van het vel. Het soort vel (natuurlijk of kunststof), de dikte van het vel en de bespanning van het vel; het beïnvloedt allemaal het uiteindelijke geluid van de trom.
Uitgaande van een moderne trommel, dan bestaat deze standaard uit de volgende componenten:
- De ketel, dat is de klankkast van de trommel, meestal cilindrisch van vorm.
- Het slagvel, het membraan waar men op slaat.
- Indien aanwezig het resonantievel, het ondervel dat de geproduceerde geluidstrillingen van het slagvel 'versterkt' en qua klank 'inkleurt'.
- De spanringen, de metalen of houten ringen waarmee men de vellen aanspant.
- De spanklauwen, de metalen 'houders' die nodig zijn om een vel te spannen.
- De spanbouten, de metalen schroeven die in de spanklauwen worden gedraaid om het vel te spannen.
- De spanbok.

Vroeger werden vellen van trommels door middel van een touw gespannen. Dit ziet men bijvoorbeeld terug bij een tapan (een Turkse grote trom).
Bij een 'kleine trom', 'concerttrom', 'snare-trom' of 'paradetrom' vindt men als extra de volgende onderdelen:
- De snaarmat; een serie draden van metaal, darm of fiber welke op een bepaalde manier zijn gebogen en aan weerskanten bijeen worden gehouden.
- Het snaarmechaniek; een mechanisme op de ketel van de trom, waarmee de snaarmat op het resonantievel kan worden gedrukt (het 'scherp' spelen) of juist van het resonantievel af kan worden gehaald (het 'dof' spelen).

### Stokken
Er bestaan net zoveel soorten stokken als dat er trommels zijn. Zo bestaan er stokken van hout, plastic en zelfs van metaal. De meest voorkomende stokken hebben een klein uiteinde; de zogenoemde 'tip'. Deze kan van hout, plastic of van metaal zijn. Er bestaan ook stokken waar op het eind een bol is bevestigd. Deze 'knotsen' zijn gemaakt van vilt, kurk of leer. Daarnaast zijn er ook speciale stokken als 'kwastjes' (brushes), die binnen de jazz veelvuldig worden toegepast.
Elke stok levert een ander geluid op. Het materiaal van de stok, de zwaarte en de vorm van de stok; ze zorgen tezamen voor de klankkleur van het uiteindelijke geluid.

### Typen
Hieronder de meest voorkomende typen (dubbelvellige en moderne) trommels:
- Kleine trom (ook wel snare-trom, snaredrum, side-drum, snarentrom of concerttrom genoemd); een niet diepe trommel met een snaarmat.
- Piccolo-snare; een zeer platte trommel met een snaarmat (veel gebruikt bij een drumstel).
- Paradetrom; een redelijk diepe trom met een snaarmat (speciaal voor fanfares en drumbands). Ook nog wel aangeduid als "side-drum" omdat deze vaak met riemen vastgemaakt zijdelings tegen de heup hangend gedragen wordt.
- Tenortrom; een diepe trom bespeeld met vilten stokken (speciaal voor fanfares en drumbands).
- Grote trom (ook als overslagtrom bekend); een slanke trom met een grote omtrekmaat (speciaal voor drumbands en wordt meestal op de borst en buik gedragen).
- Orkesttrom (ook als grote trom bekend); een dikke trom met een grote omtrekmaat (speciaal voor fanfares, wordt meestal op de borst en buik gedragen en komt met en zonder bekkens voor).
- Grote Orkesttrom; een grotere uitvoering van de eerder genoemde orkesttrom (speciaal voor orkesten, staat altijd op een standaard en komt nooit met bekkens voor).
- Tom; middel-diepe tot diepe trommel zonder een snaarmat (speciaal voor een drumstel en komt ook zonder resonantievel voor).
- Bass drum; diepe trom met een grote omtrekmaat (speciaal voor een drumstel en komt ook zonder resonantievel voor).
- Floor tom; een diepe trommel zonder een snaarmat (speciaal voor een drumstel en komt ook zonder resonantievel voor).
- Pauk; een houten of koperen ketelvormige trom (vooral gebruikt in orkesten).

## Percussie-trommels
Percussie-instrumenten hoeven geen trommels te zijn. Denk aan een guiro (rasp), maraka's (in de volksmond sambaballen) of aan schelringen (een serie kleine belletjes). Dit soort percussie-instrumenten behoren tot de idiofonen (slagwerkinstrumenten zonder een slagvel). Hieronder gaat het echter om de percussie-instrumenten die wél onder de membranofonen vallen.

### Veelvoorkomend percussie-slagwerk
Bekende percussie-instrumenten die tot de membranofonen behoren zijn bijvoorbeeld de:
- bongo
- conga
- djembé
- darbuka
- batá-drum
- sabar
- ashiko

Deze instrumenten hebben geen resonantievel en door hun vorm worden ze ook wel 'vaastrommels' genoemd. Ze worden meestal met de hand bespeeld.

### Lijsttrommels
De tamboerijn is een beatring met een slagvel. De tamboerijn valt onder de zogenoemde 'lijsttrommels'. Kenmerkend aan een lijsttrommel is:
- dat de trommel één slagvel heeft en geen resonantievel
- dat de diameter van het vel groter is dan de diepte van de ketel

Een andere bekende lijsttrommel is de bodhrán; een Ierse handtrom. Wat onbekendere lijsttrommels zijn de Marokkaanse bendir, de Perzische daf, de Arabische riq, de Azerbeidzjaanse ghaval, de Zuid-Indiase kanjira, de Griekse defi en de Braziliaanse tamborim.

### Wrijftrommels
Ouderwetse membranofonen zijn bijvoorbeeld de foekepot of rommelpot. In Brazilië is een dergelijk instrument, de quica, nog steeds niet weg te denken. Deze soort trommels bestaan uit een keteltje met een vel aan de bovenzijde. Midden in dit vel is een stokje bevestigd dat in de ketel loopt. Door met duim en wijsvinger - met de juiste druk en in de juiste snelheid - over dit stokje te bewegen, wordt het authentieke foekepot geluid verkregen.

## Stemmen van een trommel

Chladni-patronen op een vierkante plaat

Een trommel klinkt zuiver als het trillingspatroon, veroorzaakt door de verzameling tonen die hij voortbrengt, overeenkomt met een van de Chladni-patronen.